# Pyrisoxazol
Pyrisoxazol zählt  chemisch zu der Gruppe der Pyridine und Oxazole. Es ist  ein Fungizid und gehört zur Wirkstoffgruppe der Conazole, die die C14-Demethylase in der Sterinsynthese hemmen.
Pyrisoxazol wurde 1997 in China bei dem Forschungsinstitut Shenyang Research Institute of Chemical Industry entwickelt und kommt als Diastereomerengemisch, bestehend aus dem (3R,5R)- und dem (3R,5S)-Isomer zum Einsatz. Die biologische Aktivität von racemischem Pyrisoxazol ist fast ausschließlich auf das Isomer (3S,5R)-Pyrisoxazol zurückzuführen; die anderen drei Isomere haben eine sehr geringe Aktivität. Alle vier Isomere besitzen eine orthogonale Struktursymmetrie mit der Raumgruppe P212121 (Raumgruppen-Nr. 19). Die Kristallstruktur enthält drei ebene Untereinheiten: einen unregelmäßigen Isoxazolinring, einen Pyridinring und einen Benzolring.
Pyrisoxazol hat eine hohe Aktivität gegen Ascomycota und Basidiomyceten. Es ist in China bereits zur Bekämpfung der Grauschimmelfäule (Botrytis cinerea) im Tomatenanbau zugelassen.
In der Europäischen Union und in der Schweiz ist es nicht als Pflanzenschutzwirkstoff zugelassen.